# Фридрих Конрад Финк фон Финкенщайн
Фридрих Конрад Финк фон Финкенщайн (на немски: Friedrich Konrad Graf Finck von Finckenstein; * 5 февруари 1713 в Гилгенбург, днес Домбрувно във Варминско-Мазурско войводство в Полша; † 25 септември 1748) е граф от пруската фамилия Финк Финкенщайн-Гилгенбург в Източна Прусия, кралски пруски камерхер, наследствен господар в Гилгенбург,
Той е син на Фридрих Райнхолд Финк фон Финкенщайн (1667 – 1746) и втората му съпруга Елизабет Готлиба Кьоне фон Яски (1686 – 1728), дъщеря на Карл Фридрих Кьоне фон Яски (1649 – 1692) и фрайин София Катарина Добрзенски де Добрзениц (1659 – 1689). По-малък полубрат е на Ернст Фридрих Бернхард († 1750), амтс-хауптман на Бартен, и Карл Райнхолд (1694 – 1725), господар в Гилгенбург, кралски пруски трибунал-съветник във Франкфурт/Одер.
Той умира на 35 години на 25 септември 1748 г.

## Фамилия
Фридрих Конрад Финк фон Финкенщайн се жени на 18 януари 1739 г. в Кьонигсберг за братовчедката си графиня Мария Шарлота Луиза фон Шлибен (* 23 септември 1721, Гердауен; † 3 август 1803, Морунген), дъщеря на граф Георг Адам III фон Шлибен (1688 – 1737) и графиня Катарина Доротея Финк фон Финкенщайн (1700 – 1728), дъщеря на граф Албрехт Кристоф Финк фон Финкенщайн (1661 – 1730). Мария Шарлота Луиза фон Шлибен е сестра на Карл Леополд фон Шлибен (1723 – 1788), пруски министър (1769 – 1772). Те имат два сина и дъщеря: 
- Карл Фридрих Лудвиг Албрехт (* 5 септември 1743; † 28 юни 1803, Кьонигсберг, Прусия), женен на 27 октомври 1774 г. в Гердауен за графиня Шарлота Анна Катарина фон Шлибен (* 21 април 1759, Гердауен; † 4 септември 1790, Кьонигсберг), дъщеря на граф Георг Адам IV фон Шлибен (1728 – 1795), брат на нейната майка; имат дъщеря
- Амалия Фридерика (* 17 април 1745, Гилгенбург; † 4 юни 1818), омъжена на 7 септември 1769 г. в Гилгенбург за бургграф и граф Фридрих Леополд фон Дона-Райхертсвалде (* 30 март 1738, Райхертсвалде; † 7 май 1807, Елбинг), син на бургграф и граф Фридрих Лудвиг фон Дона-Райхертсвалде (1697 – 1766); имат 8 деца
- Георг Конрад постумус (* 24 ноември 1748, Гилгенбург; † 12 март 1799, Яескендорф), женен на 14 август 1788 г. в Яескендорф за Хенриета Катарина фон Корф, наследничка на Яескендорф (* 20 юни 1771; † 15 март 1807, Кьонигсберг); имат две дъщери и два сина